# Römische Septuaginta

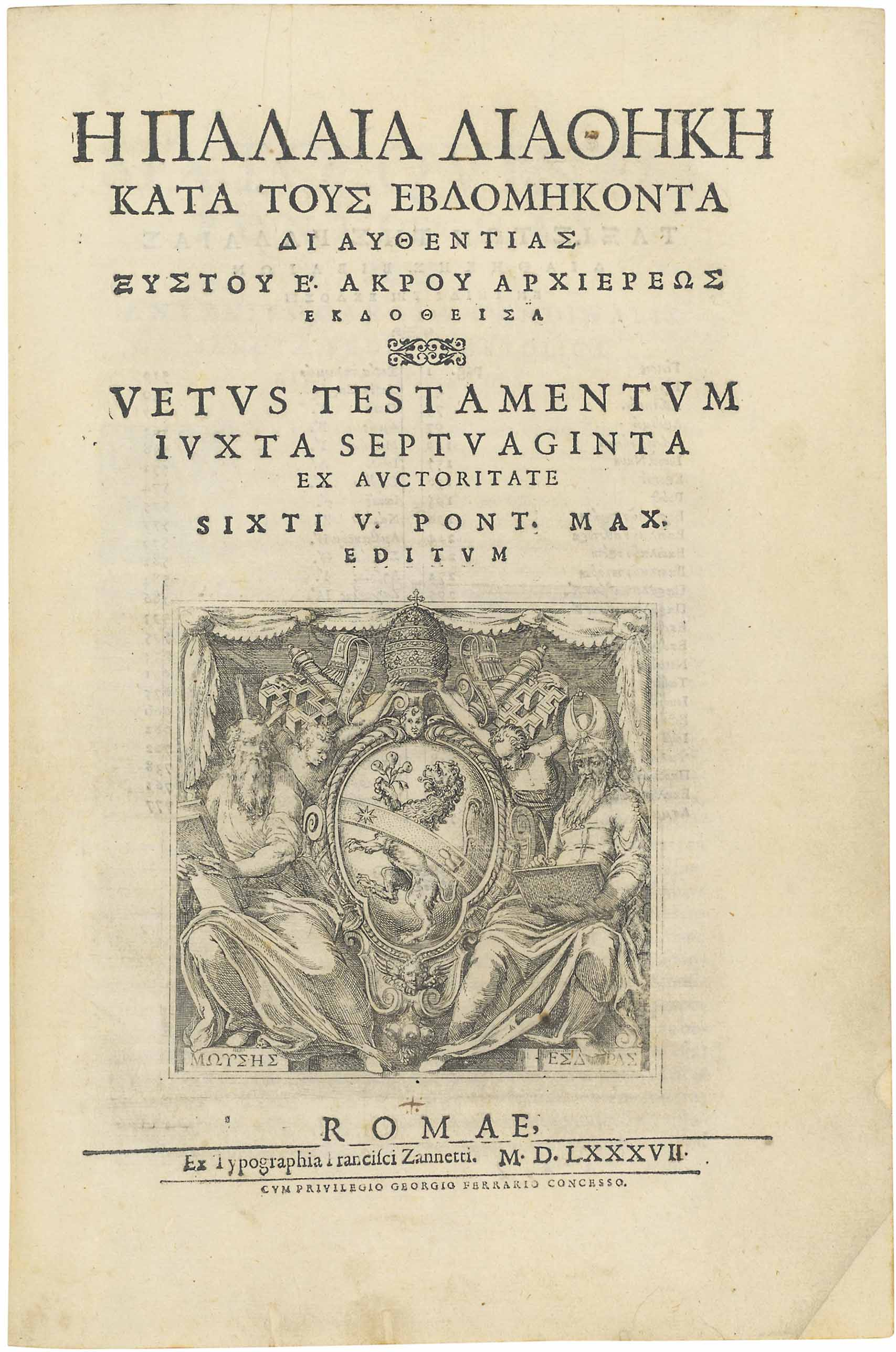
Titelseite der römischen Septuaginta

Die römische Septuaginta(-Ausgabe) ist eine Ausgabe der Septuaginta, die erstmals 1587 veröffentlicht wurde. Sie ist auch als Sixtinische Septuaginta oder editio Sixtina bekannt, nach Papst Sixtus V., in dessen Pontifikat sie erschien.
Der Text der Edition ist weitgehend, aber nicht systematisch, der des Codex Vaticanus. Abweichungen zwischen der Sixtina und ihrer Vorlage können heute am einfachsten der Göttinger Septuaginta entnommen werden, die die Lesarten der Sixtina dann und nur dann verzeichnet, wenn diese vom Codex Vaticanus abweicht.
Die Sixtinische Septuaginta gehörte, wie die römischen Ausgaben des Corpus Iuris Canonici 1582 sowie der Vulgata 1590 und 1592 (Vulgata Sixtina bzw. Vulgata Clementina), zu den vom Konzil von Trient geforderten verbesserten Neuausgaben zentraler kirchlicher Texte. Eine Neuausgabe speziell der Septuaginta war zwar nicht für den liturgischen Gebrauch, wohl aber im Zusammenhang mit dem in Trient festgelegten Kanon der biblischen Bücher wichtig. Gegen die im Humanismus, insbesondere auch bei protestantischen Gelehrten herrschende Wertschätzung der griechischen und hebräischen Urtexte bezweifelten Polemiker wie Roberto Bellarmino allerdings den Wert aller griechischen Bibelhandschriften und damit auch den jeder Septuaginta-Ausgabe. Allgemein blieb die Vulgata in der katholischen Kirche wichtiger als alle nichtlateinischen Bibeln oder Bibelhandschriften; dennoch lag mit Promulgation der römischen Septuaginta eine Ausgabe dieser griechischen Bibel vor, deren Wortlaut innerhalb der Kirche verbindlich war. Eine langfristige Folge war, dass weitere Verbesserungen der Septuaginta bis weit ins 20. Jahrhundert fast ausschließlich durch nichtkatholische Gelehrte erfolgten.

## Ausgabe
- He palaia diatheke etc. Vetus testamentum juxta septuaginta ex auctoritate Sixti V. ed. Franciscus Zannetti, Rom 1587 (onb.ac.at [abgerufen am 4. November 2022] Die handschriftliche Korrektur des Erscheinungsjahrs auf dem Titelblatt ist richtig.).

## Übersetzung
- Vetus Testamentum secundum LXX latine redditum. in aedibus Populi Romani, Rom 1588 (Textarchiv – Internet Archive [abgerufen am 5. Dezember 2022]).